# René Lemoine
René Lemoine (Nancy, 29 dicembre 1905 – Parigi, 19 dicembre 1995) è stato uno schermidore francese, vincitore di una medaglia d'oro ed una d'argento nella scherma ai giochi olimpici.